# 春田祐清

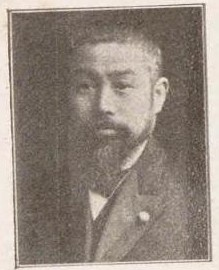
春田祐清

春田 祐清（はるた すけきよ、1858年3月3日（安政5年1月18日） - 1929年（昭和4年）11月21日）は、日本の政治家。衆議院議員（2期）。

## 経歴
愛知県出身。1874年、愛知県養成学校小学教科卒。小学校訓導、南麻績村戸長、実田村長、中島郡会議員、同参事会員、愛知県会議員となる。また、破産管財人、愛知県教育会、同県農会各評議員、日光川倉庫銀行取締役を務めた。
1908年の第10回衆議院議員総選挙において愛知県郡部から立憲政友会公認で立候補して当選した。1912年の第11回衆議院議員総選挙で再選した。1915年の第12回衆議院議員総選挙では51票差で落選した。1929年に死去した。